# Constitution de l'Australie
Lire en ligne

Site officiel

La Constitution de l'Australie est l'ensemble de lois en vertu desquelles le gouvernement fédéral d'Australie peut gouverner le pays. Elle se compose de plusieurs documents.
Le plus important est la Loi constitutionnelle de 1900 sur le Commonwealth d'Australie. La Constitution a été approuvée après plusieurs référendums votés par les habitants des colonies d'Australie dans les années 1898 à 1900 et le vote de la loi par le Parlement du Royaume-Uni. La Constitution est entrée en vigueur le 1er janvier 1901. Même si la Constitution avait initialement reçu force de loi par une loi du Parlement du Royaume-Uni, l'Australie dispose désormais d'une pleine souveraineté. Le Royaume-Uni et le Parlement d'Australie n'ont pas le pouvoir de changer la Constitution, seul le peuple australien peut la modifier par référendum. Les Lettres patentes délivrées par la Couronne, sur les conseils de ministres australiens, font également partie de la Constitution.
D'autres textes de loi ont une importance constitutionnelle pour l'Australie. Ce sont le Statut de Westminster, adopté dans le Statute of Westminster Adoption Act 1942 puis l'Australia Act 1986 qui ont été votés dans les mêmes formes par les parlements de chaque État australien, du Royaume-Uni et du Parlement fédéral australien.
Ensemble, ces lois ont pour effet la rupture de tous les liens constitutionnels entre l'Australie et le Royaume-Uni. Même si la même personne, le roi Charles III, est le chef d'État des deux pays, il agit en sa capacité de chef d'État de chacun.
En vertu du système de droit unique australien, la Haute Cour d'Australie et la Cour fédérale d'Australie ont le pouvoir d'interpréter les dispositions constitutionnelles. Leurs décisions déterminent l'interprétation et l'application de la constitution.

## Histoire
L'histoire de la Constitution de l'Australie a commencé avec la volonté au XIXe siècle d'un certain nombre de dirigeants d'aboutir à fédérer toutes les colonies d'Australie pour former une fédération, chose qui se fera en 1901. Toutefois, la Constitution n'a cessé depuis de se développer avec deux textes de loi aux répercussions importantes en particulier sur le statut constitutionnel de la nation.

### Fédération
Au milieu du XIXe siècle, commence à se faire sentir le désir de faciliter la coopération  entre colonies pour des questions d'intérêt mutuel, en particulier la suppression des droits de douane intercoloniaux. On voit apparaitre des propositions visant à unir les différentes colonies britanniques en Australie dans le cadre d'une fédération unique. Cependant, l'impulsion vient essentiellement de Grande-Bretagne et il n'y a qu'un soutien local modéré. En effet, les petites colonies craignent la domination des plus grandes, le Victoria et la Nouvelle-Galles du Sud sont contre le protectionnisme, l'expérience de la guerre de Sécession toute récente donne à réfléchir sur le fonctionnement d'un État fédéral. Ces difficultés conduisent à l'échec de plusieurs tentatives pour parvenir à une fédération dans les années 1850 et 1860.
Dans les années 1880, la crainte provoquée par la présence croissante des Allemands et des Français dans le Pacifique, associée à l'augmentation du sentiment d'identité australienne, permettent de créer le premier organisme inter-colonial, le Conseil fédéral de l'Australasie, créé en 1885. Le Conseil fédéral peut légiférer sur certains sujets, mais ne dispose pas d'un secrétariat permanent, d'un pouvoir exécutif ou d'une source de revenus indépendante. De plus, l'absence de la Nouvelle-Galles du Sud, la plus grande colonie, au Conseil en réduit également la valeur représentative.
Henry Parkes, le Premier ministre de Nouvelle-Galles du Sud, est le principal organisateur de conventions constitutionnelles afin de discuter de la création d'un État fédéral – l'une à Melbourne du 6 au 14 février 1890, l'autre (la Convention nationale australasienne) à Sydney du 2 mars au 9 avril 1891 –, réunions auxquelles assistent les dirigeants des colonies. La conférence de 1891 voit se développer chez les participants un important élan pour la construction d'une fédération et les discussions portent alors sur l'organisation du futur système de gouvernement. Sous la direction de Sir Samuel Griffith, un projet de constitution est élaboré. Toutefois, ces réunions n'ont pas l'appui de la population. En outre, le projet de constitution met de côté certaines questions importantes, telles que les problèmes des droits de douane. Le projet de 1891 est soumis au vote des différents parlements coloniaux mais est rejeté en Nouvelle-Galles du Sud, ce qui fait que les autres colonies le refusent après coup.
En 1895, les six Premiers ministres des différentes colonies conviennent d'établir un nouveau projet de constitution soumis à référendum. La Convention va se réunir par trois fois entre 1897 à 1898 (à Adélaïde du 22 mars au 23 avril 1897, à Sydney du 2 au 24 septembre 1897 et à Melbourne du 22 janvier au 17 mars 1898) pour adopter un nouveau projet. Le nouveau projet contient sensiblement les mêmes principes de gouvernement que le projet de 1891, mais il y ajoute des précisions sur le fonctionnement du gouvernement. Pour s'assurer d'un soutien populaire, le projet est soumis aux électeurs de chaque colonie. Après un référendum repoussé par un nombre insuffisant de oui en Nouvelle-Galles du Sud, le projet modifié est soumis à nouveau à référendum dans chaque colonie à l'exception de l'Australie-Occidentale qui refuse d'y participer et le oui l'emporte avec une importante majorité. Après ratification par les cinq colonies, le projet de loi est présenté au Parlement britannique en demandant à la Reine de promulguer le projet de loi.
Cependant, avant que le projet de loi ne soit voté, une dernière modification est apportée par le gouvernement britannique, sous la pression des premiers présidents des Hautes Cours des colonies : le droit d'appel de la Haute Cour au Conseil privé sur les questions constitutionnelles concernant les limites des pouvoirs de la Communauté ou des États ne peuvent pas être abrogées par le Parlement australien. Enfin, le Commonwealth of Australia Constitution Act est adopté par le Parlement britannique en 1900. L'Australie-Occidentale accepte finalement de se joindre à la Communauté à temps pour être l'un des membres fondateurs de la fédération australienne, qui est officiellement créé le 1er janvier 1901.
En 1990, l'original du texte de la Constitution est prêté par le gouvernement britannique à l'Australie, et le gouvernement australien demande la permission de le garder, ce à quoi le parlement britannique acquiesce en votant le Australian Constitution (Public Record Copy) Act 1990.

## Bloc de constitutionnalité

### Loi constitutionnelle de 1900 sur le Commonwealth d'Australie
Dans sa forme longue Loi constitutionnelle du Commonwealth d'Australie est le texte fondateur de la fédération australienne en 1901. Du fait de deux textes suivants, le Statut de Westminster de 1931 et la loi australienne de 1986, le texte de la Constitution est désormais considéré comme entièrement séparé du texte de loi initial, puisque seul le peuple australien peut modifier la Constitution par référendum. Ainsi, même si le Parlement du Royaume-Uni décidait d'abroger la loi constitutionnelle de 1900, cette décision n'aurait pas d'effet en Australie.
Les articles 1 à 8 couvrent les clauses décrivant les procédures juridiques en vue de la création du Commonwealth. La section 9, commençant par les mots «La Constitution de la Communauté est la suivante ..." contient la Constitution du Commonwealth d'Australie. La Constitution elle-même est divisée en huit chapitres.

#### Parlement
Le chapitre I traite de la partie législative du système politique, le Parlement.
La partie I (l'article 1) dispose que le pouvoir législatif est exercé par le Parlement, qui est composé du Roi, du Sénat et la Chambre des Représentants. Les pouvoirs du Roi sont normalement exercés par le Gouverneur général (section 2).
La partie II du premier chapitre concerne le Sénat. Les sénateurs sont "directement élus par les habitants de l'État». Tous les États ont le même nombre de sénateurs quel que soit leur nombre d'habitants. Actuellement, il y a 12 sénateurs par État et 2 pour chaque territoire continental, le Territoire du Nord et le Territoire de la capitale australienne.
La partie III traite de la Chambre des représentants. L'article 24 oblige le Parlement à avoir autant que possible deux fois plus de députés que de sénateurs, qui doivent être élus au suffrage direct. Cette condition, appelée «Nexus», vise à empêcher une importance trop grande du Sénat en cas de vote en séance commune (voir la section 57 ci-dessous). Le nombre d'élus dans un État doit être (à peu près) proportionnel à son nombre d'habitants.
La partie IV ( «Les deux chambres du Parlement») traite des conditions d'éligibilité et de vote au parlement, des indemnités parlementaires, des règles parlementaires et d'autres questions annexes.
La partie V traite des pouvoirs du parlement. L'article 51 traite des pouvoirs du parlement fédéral. Pour les «compétences intercourantes», où  le parlement fédéral et celui des États peuvent se prononcer, le vote du parlement fédéral est prépondérant en cas de désaccord (article 109). L'article 52 traite exclusivement des pouvoirs dévolus au Parlement fédéral. Les parlements des États ne peuvent pas légiférer sur ces sujets.

#### Pouvoir exécutif
Le chapitre II traite de la partie exécutive du gouvernement. Le pouvoir exécutif est exercé par le Gouverneur général en sa qualité de représentant du Roi, conseillé par le Conseil exécutif fédéral. En vertu de ce chapitre, le Gouverneur général est le représentant du chef de l'État. Il peut nommer et révoquer les membres du Conseil exécutif, aussi bien les ministres que les autres membres du gouvernement. Ces pouvoirs, ainsi que le pouvoir de dissoudre (ou de refuser de dissoudre) le Parlement (article 5, section 57), sont nommés «pouvoirs de réserve», et leur usage est dicté par la convention. En général, le gouverneur général agit uniquement sur l'avis du Premier ministre.

#### Pouvoir judiciaire
Le chapitre III met en place la partie judiciaire du gouvernement. Le pouvoir judiciaire est exercé par une "Cour suprême fédérale" qui s'appellera la Haute Cour d'Australie (article 71). L'article 72 permet la création d'autres tribunaux fédéraux par le Parlement, mais exige que tous les juges des tribunaux fédéraux et de la Cour suprême, soient inamovibles. Ces tribunaux sont appelés "tribunaux du Chapitre III" par référence à la Constitution. Ces derniers, et uniquement ceux-ci, peuvent exercer le pouvoir judiciaire fédéral. La Haute Cour a compétence sur les questions soulevées en vertu de la Constitution, les lois fédérales, les traités, les affaires étrangères (articles 75-78). La Haute Cour est également la plus haute cour d'appel en Australie et entend les appels de tout autre tribunal fédéral  et de la Commission inter-États seulement sur des questions de droit.

#### Finances et Commerce
Le chapitre IV porte sur les finances et le commerce dans le système fédéral. L'article 81 impose que toutes les recettes de la fédération aillent au Fonds consolidé du revenu (Consolidated Revenue Fund). Le Parlement ne peut voter des lois que pour l'utilisation de ces sommes d'argent (article 53). Contrairement aux autres lois du parlement, les décisions prises sur l'utilisation de ces recettes ne peuvent pas faire l'objet de contestation juridique. L'article 90 donne à la fédération le contrôle exclusif des droits de douane et des taxes.
L'article 92 prévoit que «les échanges, le commerce et les relations entre les États doivent être absolument libres». Le sens exact de cette phrase fait l'objet d'un nombre considérable de lois.
L'article 96 donne au gouvernement fédéral le pouvoir de faire des dons à des États "dans les termes et les conditions que le Parlement estime opportuns". Ce pouvoir a été jugé non contraire à d'autres dispositions, telles que l'article 99 qui interdit de donner la préférence à un État ou une partie de celui-ci par rapport à un autre État ou une partie de celui-ci. Il est soumis uniquement à l'article 116, sur la liberté de religion, et éventuellement d'autres libertés. Ce pouvoir, qui avait bien évidemment été envisagé comme une mesure temporaire ( "pendant une période de dix ans et par la suite ... jusqu'à ce que le Parlement en dispose autrement»), a été utilisé par le Commonwealth pour encourager la coopération entre les États à des degrés divers au fil des ans.
L'article 101 crée une Commission inter-États, un organisme aujourd'hui dissous, mais qui était à l'origine prévue pour avoir un rôle important dans la structure fédérale.

#### États fédérés
Le chapitre V contient les dispositions traitant des États et de leur rôle dans le cadre du système fédéral. Les articles 106 à 108 garantissent les Constitutions, les pouvoirs parlementaires et les lois en vigueur dans chacun des États.
L'article 109 prévoit que, lorsqu'une loi d'un État est incompatible avec une loi fédérale, la loi fédérale prévaut (dans la mesure de l'incompatibilité).
L'article 111 prévoit que l'État peut renoncer à une partie quelconque de ses droits pour les transmettre à la fédération. Cela s'est produit à plusieurs reprises, notamment lors de la remise par l'Australie-Méridionale au pouvoir fédéral de la direction du Territoire du Nord.
L'article 114 interdit à tout État de lever sa propre armée et interdit également à tout État et au pouvoir fédéral de s'imposer mutuellement des taxes.
L'article 116 établit ce que l'on appelle souvent la "liberté de religion", en interdisant au gouvernement fédéral de faire des lois pour subventionner une religion, pour imposer une pratique religieuse, pour interdire l'exercice d'une religion, pour employer une discrimination religieuse pour un emploi public.

#### Nouveaux États fédérés
Le chapitre VI prévoit la création ou l'admission de nouveaux États. L'article 122 permet au Parlement d'assurer la représentation au Parlement de tout territoire cédé par les États ou placés par la Reine sous l'autorité de la fédération. L'article 123 exige que la modification des limites d'un État soit approuvée par le parlement de l'État et par un référendum organisé dans cet État.
Aucun nouvel État n'a été admis dans la fédération depuis sa création.
Le chapitre VII prévoit que le siège du gouvernement de la fédération (aujourd'hui Canberra) soit situé en Nouvelle-Galles du Sud, mais pas à moins d'une centaine de miles de Sydney et que le Gouverneur général puisse en nommer les députés. L'article 127 interdisait de prendre en compte les aborigènes dans tout recensement étatique ou fédéral ; il a été abrogé en 1967.

### Loi d'adoption du Statut de Westminster de 1942
Bien que la création de la fédération australienne soit considérée comme la date d'indépendance de l'Australie vis-à-vis du Royaume-Uni, la fédération est légalement une création du parlement britannique par l'entremise du Commonwealth of Australia Constitution Act 1900 qui s'applique à l'Australie par la force de la loi. En conséquence, il y a une incertitude quant à l'applicabilité de lois  de l'Empire britannique à l'Australie. Ce problème est résolu par le vote du Statut de Westminster, 1931 du parlement britannique, adopté en Australie via le Statute of Westminster Adoption Act 1942 du Parlement australien et antidaté au premier jour de la Seconde Guerre mondiale, le 3 septembre 1939. Cette loi libère les Dominions, dont l'Australie, de l'application des lois de l'Empire britannique. Juridiquement, cela est souvent considéré comme le moment de la souveraineté nationale australienne.

### Loi sur l'Australie de 1986
Toutefois, si les lois impériales ne s'appliquent plus à l'État fédéral, elles continuent de s'appliquer dans les États. Ce problème est réglé par la loi de 1986 sur l'Australie (Australia Act 1986), votée dans les mêmes formes par les parlements de l'Australie, le Royaume-Uni, et chacun des États australiens. En plus de mettre fin à la possibilité, pour le parlement britannique de voter des lois s'appliquant dans les États australiens, cette loi coupe également la dernière voie d'appel des tribunaux australiens devant le Comité judiciaire du Conseil privé. Pour montrer l'importance de cette loi, la reine Élisabeth II s'est rendue en Australie pour la signer personnellement.

## Modifications de la Constitution
Le chapitre VIII spécifie la procédure pour amender la constitution. Son article 128 prévoit que les amendements constitutionnels doivent être approuvés par référendum. Pour qu'un amendement soit approuvé, il faut:
- une majorité absolue des voix des deux chambres du parlement fédéral, et
- l'approbation par référendum de la proposition d'amendement par la majorité des électeurs au niveau national, et une majorité dans la majorité des États.

Le texte du référendum doit être présenté au peuple par le gouverneur général entre deux et six mois avant le passage au parlement. Après que le texte de l'amendement constitutionnel a passé les deux étapes du parlement et du référendum, il reçoit ensuite l'Approbation Royale du gouverneur général. Il prend effet à la proclamation, et le texte de la constitution est changé.
Une exception à ce processus est le cas où le texte de l'amendement est rejeté par une des branches du parlement fédéral. Si le texte de la loi passe la première chambre et est rejeté par le second, alors après trois mois, la première chambre peut le revoter. Si le texte est toujours rejeté par la deuxième chambre, le gouverneur général peut toujours choisir de proposer le texte au vote du peuple.

### Amendements
Comme mentionné ci-dessus, pour qu'une modification de la Constitution soit adoptée, il faut qu'elle soit approuvée par un référendum où le «oui» obtient la majorité au niveau fédéral mais aussi dans la majorité des États.
Quarante-quatre propositions d'amendement de la Constitution ont été soumises à référendum, huit ont été approuvées.
Les modifications approuvées sont les suivantes :
- 1906 - Élections sénatoriales : légère modification de l'article 13 sur la durée et les dates de fonction des sénateurs.
- 1910 - Dettes des États : modification de l'article 105 visant à étendre la possibilité de la fédération pour prendre en charge à tout moment des dettes contractées par un État.
- 1928 - Dettes des États : insertion de l'article 105A pour assurer la validité constitutionnelle de la convention financière conclue entre le gouvernement fédéral et les gouvernements des États en 1927.
- 1946 - Services sociaux : insertion de l'article 51 (xxiiiA) étendant les pouvoirs du gouvernement fédéral à un éventail de services sociaux.
- 1967 - Aborigènes : modification de l'article 51 (xxvi) prorogeant le pouvoir du gouvernement fédéral de légiférer en faveur des aborigènes ; abrogation de l'article 127, qui déclarait que «dans le calcul du nombre d'habitants de la fédération, d'un État ou de toute autre partie de la fédération, les aborigènes ne sont pas comptés. "
- 1977 
  - Vacance d'un siège sénatorial : à la suite de la crise constitutionnelle de 1975, formalisation de la tradition, non respectée en 1975, qui veut que, lorsqu'un siège devient vacant au Sénat, le gouvernement de l'État concerné, s'il décide de combler le poste vacant, doit choisir le remplaçant dans le parti du sénateur sortant si ce parti existe toujours.
  - Référendums : Modification de l'article 128 pour permettre aux habitants des Territoires de voter lors des référendums et d'être pris en compte dans le total national.
  - Départ à la retraite des juges: modification de l'article 72 pour créer un âge de retraite à 70 ans pour les juges des tribunaux fédéraux.

Le chapitre VII prévoit que le siège du gouvernement de la fédération (aujourd'hui Canberra) soit situé en Nouvelle-Galles du Sud, mais pas à moins d'une centaine de milles de Sydney et que le Gouverneur général puisse en nommer les députés. L'article 127 interdisait de prendre en compte les aborigènes dans tout recensement étatique ou fédéral ; il a été abrogé en 1967.

## Rôle des conventions
À côté des textes de la Constitution et des lettres patentes délivrées par la Couronne, un aspect important de la Constitution est l'existence de conventions non écrites, qui ont évolué au fil du temps et ont permis de définir comment faire fonctionner en pratique les divers mécanismes constitutionnels.
Les conventions jouent un rôle important dans le fonctionnement de la constitution australienne en raison de la mise en place d'un système de gouvernement responsable fonctionnant selon le système de Westminster.
Les principales conventions sont les suivantes : 
- Bien que la constitution ne fasse pas officiellement état de l'existence d'un poste de premier ministre, un tel poste existe bien à la tête du gouvernement. Le premier ministre est considéré comme le chef du gouvernement.
- Bien qu'il n'existe que peu de restrictions au pouvoir du gouverneur général en tant que représentant de la Reine, par convention, le gouverneur général n'agit que sur l'avis du premier ministre.

Cependant, parce que les conventions ne sont pas écrites, leur existence et leur interprétation sont souvent ouvertes à la discussion. De réelles ou prétendues violations de convention ont souvent conduit à des controverses politiques. Le cas le plus important est la crise constitutionnelle de 1975, dans laquelle le fonctionnement des conventions a été sérieusement testé. La crise a été résolue de façon spectaculaire lorsque le gouverneur général Sir John Kerr a déposé le premier ministre travailliste Gough Whitlam. Un certain nombre de conventions n'auraient pas été respectées au cours de cet épisode.
Ce sont : 
- La convention selon laquelle, lorsqu'un sénateur d'un État quelconque quitte son poste pendant la durée de ses fonctions, le gouvernement de l'État concerné doit désigner un remplaçant du même parti politique que le sénateur partant. Cette convention aurait été brisée par les premiers ministres Lewis du gouvernement de la Nouvelle-Galles du Sud, puis Bjelke-Petersen du Queensland, qui ont tous deux remplacé un sénateur travailliste ayant laissé son poste vacant par un sénateur indépendant pour le premier et un sénateur travailliste mais opposé aux idées défendues par le gouvernement Whitlam pour le second[4]. La convention a été ultérieurement codifiée dans la Constitution par le biais d'un référendum. Toutefois, il exige seulement que le nouveau sénateur soit du même parti que l'ancien ce qui, dans la crise de 1975, aurait empêché la nomination du premier mais pas celle du second.
- La convention qui, lorsque le Sénat est contrôlé par un parti qui ne contrôle pas simultanément la Chambre des représentants, dit que le Sénat ne doit pas voter contre les recettes fiscales du gouvernement. Cette convention n'aurait pas été respectée par le Sénat, contrôlé par la coalition parti libéral-parti national en 1975[4].
- La convention qui veut que, si le gouvernement ne peut pas obtenir le vote des recettes de l'État, le Premier Ministre démissionne ou demande la dissolution du parlement. Cette convention a été ignorée par le gouvernement de Gough Whitlam lors du blocage du vote des recettes par le Sénat.

## Interprétation de la Constitution
Conformément à la tradition de la common law en Australie, l'interprétation de l'application de la Constitution est développée en grande partie par les décisions rendues par la Haute Cour d'Australie. Dans un certain nombre de cas importants, la Haute Cour a développé des arguments précisant l'interprétation de la Constitution australienne. En voici quelques exemples: 
- La séparation des pouvoirs: Trois chapitres distincts de la constitution traitent des trois branches du système politique australien ce qui implique une séparation des pouvoirs. Ainsi, le législateur ne peut pas prétendre orienter l'issue, changer la direction ou le résultat d'une procédure judiciaire.
- Le partage des pouvoirs: Les pouvoirs du gouvernement sont répartis entre la Fédération et les États, certaines décisions relevant exclusivement de la Fédération, d'autres exclusivement des États, le reste étant du ressort des deux.
- Les exemptions gouvernementales: le gouvernement fédéral ne peut promulguer des lois fiscales discriminatoires entre les États ou des parties d'États (article 51 (ii)), ni promulguer des lois discriminatoires à l'égard des États ou de nature à entraver l'existence et le fonctionnement d'un État (affaire Melbourne Corporation v Commonwealth).

La grande majorité des affaires de droit constitutionnel traitées par la Haute Cour relèvent de la précision: savoir si les nouvelles dispositions législatives prises par le gouvernement fédéral relèvent de sa compétence selon la Constitution.

### Protection des droits
La constitution australienne ne comprend pas un Bill of Rights, une liste de droits garantis pour les personnes. Certains délégués à la Convention constitutionnelle de 1898 étaient en faveur de la création, dans la Constitution, d'une section similaire à la déclaration de droits de la Constitution des États-Unis, mais la majorité des délégués ont estimé que les droits traditionnels et les libertés des sujets britanniques étaient suffisamment garantis par le système parlementaire et le système judiciaire indépendant que la Constitution allait  créer. Cette absence a fait que la Constitution australienne a souvent été critiquée pour son faible niveau de protection des droits et libertés.
Certains droits sont toutefois inclus dans la Constitution : 
- Le droit à un procès devant un jury : L'article 80 crée un droit de déférer quelqu'un devant un tribunal pour des actes ou propos jugés graves contre les lois fédérales. Il existe cependant de sérieuses limitations conceptuelles à ce droit, puisque la parlement est libre d'apprécier s'il y a ou non infraction et ce quelle que soit la gravité de la sanction encourue. Comme le juge Higgins l'écrit  "s'il doit y avoir mise en accusation, il doit y avoir création d'un jury, mais il n'y a rien qui oblige une procédure de mise en accusation". En pratique, il n'y a jamais eu d'abus de ce vide juridique dans ce domaine.
- Le droit à une juste indemnisation : Le paragraphe 51 (xxxi) crée un droit à une juste indemnisation pour les biens pris par la fédération.
- Le droit à la liberté de religion : L'article 116 crée un droit à la liberté de religion, en interdisant au gouvernement fédéral (mais pas à ceux des États) de "voter une loi pour établir une religion, imposer toute pratique religieuse, ou pour interdire la libre pratique de toute religion". Cet article est basé sur le premier amendement de la Constitution des États-Unis, mais il est peu utilisé. Comme les États ont conservé tous les pouvoirs qu'ils avaient avant que les colonies ne se fédèrent, à l'exception de ceux qui sont explicitement donnés à la fédération, cette section n'a pas d'incidence sur le pouvoir des États de légiférer sur la religion, et, conformément aux interprétations de la Haute Cour, toute loi fédérale touchant la religion, hormis la création d'une religion officielle de l'Australie, serait illégale.
- Le droit à la liberté de discrimination envers les non-résidents d'un État : L'article 117 interdit toute incapacitation ou toute discrimination dans un État envers un résident d'un autre État. Cette loi est interprétée largement (Street v Queensland Bar Association), mais n'interdit pas aux États d'imposer des conditions de résidence lorsqu'elles sont requises par l'autonomie de l'État.

En 1992 et 1994, la Haute Cour d'Australie a constaté que la Constitution contenait un «droit implicite» à la liberté de communication politique, dans une série d'affaires dont l'affaire Australian Capital Television Pty Ltd v Commonwealth. Ceci est considéré comme une partie indispensable du système démocratique créé par la Constitution. L'application de ce «droit implicite» a toutefois été limité dans des affaires ultérieures, telles que l'affaire Lange v Australian Broadcasting Corporation. Elle n'est en aucun cas équivalente à une liberté de parole, elle ne protège les individus que contre toute tentative du gouvernement d'essayer de limiter la libre expression politique: elle n'est d'aucune utilité contre d'autres individus.
En 2007, la Haute Cour d'Australie, dans l'affaire Roach v Electoral Commissioner établit que les articles 7 et 24 de la constitution, en spécifiant que les membres de la chambre des représentants et le sénat soient "directement choisis par le peuple", créent un droit au vote limité. Ceci comprend le principe de création d'un suffrage universel, et limite le pouvoir législatif du parlement pour le restreindre. Dans ce cas, un amendement législatif pour supprimer le droit de vote de tous les prisonniers (alors qu'avant, seuls ceux condamnés à des peines de moins de trois ans le perdaient) a été censuré comme contraire à ce droit.
D'autres tentatives pour faire trouver d'autres « droits implicites » par la Haute Cour n'ont pas été couronnées de succès.

## Changements proposés

### Préambule
Alors qu'il existe un préambule au début du Commonwealth of Australia Constitution Act 1900, il n'en existe pas au début de la Constitution australienne elle-même. Il y a eu quelques demandes pour l'insertion d'une telle section afin de mettre en valeur l'esprit et les aspirations énoncés dans la constitution. Il y a cependant une opposition féroce, portant le plus souvent sur le contenu du préambule, ainsi que sur les éventuelles conséquences juridiques de ce texte. En 1999, un projet de préambule, principalement rédigé par le Premier ministre John Howard, a été rejeté lors d'un référendum qui a eu lieu en même temps que le référendum sur la création d'une république australienne. Le « oui » (en faveur de l'insertion du préambule) n'a obtenu la majorité dans aucun des six États.

### République australienne
À diverses reprises depuis la création de la Fédération, les débats ont fait rage pour savoir si l'Australie devait devenir une république. Le 6 novembre 1999, les Australiens ont rejeté une proposition visant à remplacer la reine par un président élu par une majorité des deux tiers des membres du Parlement fédéral. Cela en dépit de sondages indiquant que la majorité des Australiens étaient en faveur d'une république. Des républicains australiens considèrent que c'est le mode d'élection du président qui est à l'origine du rejet alors que des monarchistes expliquent les résultats du référendum comme une preuve que les Australiens n'ont finalement aucun intérêt à la création d'une république. Il n'existe aucun projet actuel pour un nouveau référendum. En 2022, un ministre adjoint pour la République est cependant nommé au sein du gouvernement.

### Lois raciales
La Constitution de l'Australie permet encore à son parlement national de discriminer des personnes en raison de leur « race »,,. Elle est entrée en vigueur en 1901 avec plusieurs articles mentionnant la « race aborigène » ; le premier Premier ministre Edmund Barton insistait alors pour que le Commonwealth puisse « réglementer les affaires des personnes de couleur ou de race inférieure ». Cette constitution a été amendée plusieurs fois (en) (la dernière fois en 1967) pour reconnaitre les droits des Aborigènes, mais elle comporte encore l'article 25, qui dispose que les États peuvent exclure des personnes du droit de vote aux élections en raison de leur « race », et l'article 51 (appelé Race power), qui accorde au Commonwealth australien le pouvoir d'adopter des lois spéciales pour les personnes « de n'importe quelle race ». La Haute Cour australienne a rappelé en 1998 que le parlement national peut adopter des lois racistes à l'occasion de l'affaire Hindmarsh Island (en).
Le 26 mai 2017, les délégués à une convention référendaire des peuples aborigènes et des insulaires du détroit de Torrès tenue près d'Uluru/Ayers Rock en Australie centrale ont adopté la déclaration dite Uluru Statement from the Heart (« Déclaration sincère d'Uluru »), qui appelle à la reconnaissance d'une « voix des Premières nations » dans la Constitution australienne et à une « Commission Makarrata » (commission de rassemblement après la lutte) pour superviser un processus de « conclusion d'accords » et d'« expression de la vérité » entre le gouvernement et les peuples autochtones. Le 26 octobre 2017, le premier ministre Malcolm Turnbull a publié une déclaration conjointe avec son ministre de la justice (attorney general) et son ministre des Affaires autochtones, rejetant ces demandes,,. La modification est proposée par référendum en 2013. Les détracteurs affirment notamment que « l'amendement à la constitution est basé sur la race, donc il est raciste » ; les partisans rappellent au contraire que la Constitution australienne est raciste depuis son origine et que l'amendement permettrait de reconnaitre les autochtones, en aucun cas de valider l'existence de races biologiques. La proposition est rejetée en octobre 2023,.

## Sources
- (en) Cet article est partiellement ou en totalité issu de l’article de Wikipédia en anglais intitulé « Constitution of Australia » (voir la liste des auteurs).